# リヒャルト・フォン・ミーゼス
リヒャルト・フォン・ミーゼス（ドイツ語: Richard von Mises, 1883年4月19日 - 1953年7月14日）は、オーストリア・ハンガリー帝国出身の数学者。流体力学、空気力学、航空工学、静力学および確率論に関する多くの業績を残した。

## 生涯
1883年、オーストリア・ハンガリー帝国領であった現在のウクライナのリヴィウに生まれた。現在のウィーン工科大学で学び、1907年に博士号を取得。第一次世界大戦中はオーストリア軍の航空機操縦士および航空機設計者として働いた。
戦後の1919年、ベルリン大学に新設された応用数学研究所に採用された。雑誌″Zeitschrift für Angewandte Mathematik und Mechanik″(『応用数学および力学雑誌』)を創刊し、自ら編集者となった。しかし、1933年にナチスが政権をとると、フォン・ミーゼス自身はカトリック教徒であったものの、ユダヤ系の人物が先祖にいたため非アーリア人に分類された。そのためトルコに移住し、さらに1939年にはアメリカ合衆国に移住し、ハーバード大学の教授に就任した。1943年、ベルリンからトルコ、アメリカへの移住を共にしてきた同じく数学者のヒルダ・ガイリンガーと結婚した。
1953年、マサチューセッツ州で死去した。

## 研究内容・業績
フォン・ミーゼスの著名な業績としては、応力のひずみエネルギー説の展開がある。これは材料の強度計算において技術者が用いる最も重要な手法の一つである。塑性設計において用いられるミーゼス応力、ミーゼスの降伏条件（または降伏条件式）は、この理論に基づいている。
- フォン・ミーゼス分布
- ミーゼスの降伏条件

## 家族・親族
- 妻：ヒルダ・ガイリンガーも数学者。
- 兄：ルートヴィヒ・フォン・ミーゼスは著名な経済学者。

## 著書
- Probability, Statistics and Truth, Dover Publications, 1981 ISBN 978-0486242149
- Mathematical Theory of Compressible Fluid Flow, Dover Publications, 2013, ISBN 978-1306392167
- Fluid Dynamics, Springer; 1st ed. 1971, ISBN 978-0387900285
- Theory of Flight, Dover Publications, 1959, ISBN 978-0486605418